# Island Def Jam Music Group
The Island Def Jam Music Group (IDJMG) fue un grupo de sello discográfico estadounidense formado en 1998 mediante la combinación de las operaciones de más de 14 sellos discográficos, incluidos Island Records, Def Jam Recordings y Mercury Records. En 2011, Motown Records se separó de The Universal / Motown Records Group y posteriormente se convirtió en una división de The Island Def Jam Music Group. El 1 de abril de 2014, Universal Music anunció que las operaciones de Island Def Jam se dividirían entre tres entidades: Island Records , Motown Records y Def Jam Recordings.

## Historia
En 1998, The Seagram Company adquirió la familia de sellos PolyGram Group Distribution, Inc. y los fusionó con la familia de sellos MCA Music Entertainment, propiedad de Seagram, formando lo que ahora se conoce como Universal Music.
Tras la formación de Universal Music Group se creó The Island Def Jam Music Group, una compañía fundada a través de la integración de más de 14 sellos discográficos, incluidos los antiguos sellos insignia de PolyGram: Island Records, Mercury Records y Def Jam Recordings.
A pesar de ser una organización nueva, Island Def Jam se hizo rápidamente un nombre en la industria musical. El sello ganó notoriedad por su enfoque no tradicional e innovador a la hora de romper nuevos artistas, crear empresas conjuntas, adquisiciones, marketing en Internet, etc. IDJ tenía un gran equipo de A&R que supervisaba el talento de los mejores gráficos, como Jay-Z, Bon Jovi, DMX, Elton John, y Ashanti (entre otros). Estos hábiles movimientos de negocios son la razón por la cual IDJ prosperó.
En el 2000, IDJMG anunció que lanzaría Def Jam Germany, la primera marca / etiqueta internacional de Def Jam. Este movimiento expandió la música urbana en un fenómeno global.
En 2001, Island Def Jam creó una etiqueta de país, Lost Highway Records. La etiqueta funcionó como una huella de la división de Mercury Records de IDJ.
En el verano de 2001, Island Def Jam adquirió una participación mayoritaria en el legendario sello de rock, Roadrunner Records.
En diciembre de 2004, Island Def Jam adquirió el 50% restante de la participación en Roc-A-Fella Records, el otro 50% había sido adquirido por la antigua empresa matriz de Def Jam, PolyGram, en 1997.
En 2011, Motown Records se convirtió en una huella de The Island Def Jam Music Group.
En abril de 2014, UMG anunció que Island Def Jam dejaría de existir. Las operaciones de IDJ se dividieron / separaron entre sus etiquetas principales: Island Records, Def Jam Recordings y Motown Records.
Hoy en día, The Island Def Jam Music Group sigue teniendo uno de los catálogos de música más impresionantes de la historia.

## Premios y reconocimientos
De acuerdo con el servicio de análisis de la radio del juego de la industria musical de 2012 Mediabase, IDJMG se convirtió en el número uno  rhythmic con siete canciones número uno reproducidas en las estaciones de radio Rhythmic de Rihanna, Kanye West, Jay-Z, Ne-Yo, y Justin Bieber.

## Divisiones / Disqueras

### American Recordings
Ahora distribuido por Republic Records

### Casablanca Records
Catálogo de grabación anterior al 2000
- Chocolate City Records

### Def Jam Recordings
- Artium Recordings
- Desert Storm Records
- Disturbing tha Peace
- GOOD Music
- Radio Killa Records
- Murder Inc. Records
- Ruff Ryders Entertainment
- Russell Simmons Music Group
- Violator Records
- Roc-A-Fella Records
- Dame Dash Music Group

### Def Jam South
- We The Best Music Group (antiguo sello, ahora una empresa conjunta de Epic Records, una división de  Sony Music)
- Disturbing tha Peace

### Def Soul Records
- Def Soul Classics

### Island Records
- Tuff Gong
- Margaritaville Records
- 4th & B'way Records
- Teen Island
- Música urbana de la isla
- MonarC Entertainment
- Photo Finish Records
- PolyGram TV (sello discográfico)
- So So Def (2007-2009)
- Grabaciones TAG

### Mercury Records
- Mercury Nashville
- Mercury Classics
- Mercury International
- Total Experience Records (catálogo)
- Rocket Records
- Smash Records
- EmArcy Records
- Limelight Records
- Registros intrépidos
- Registros de química
- Wing Records

### Motown Records
Ahora parte de Capitol Music Group y Virgin EMI
- Motown Gospel

### Roadrunner Records
Ahora es parte de Atlantic Records Group para los EE. UU. Y WEA International Inc. para el mundo fuera de los EE. UU.

### Roc-A-Fella Records
- Roc-La-Familia

### Rounder Records
- Heartbeat Records
- Zoë Records
- Flying Fish Records

## Catálogo de Artistas
- Avicii
- Ashanti
- August Alsina
- Big Sean
- Bob Marley
- Bon Jovi
- BTS
- Cameo
- DMX
- Elton John
- Hanson
- Hector el Father
- Janet Jackson
- Ja Rule
- Jay-Z
- Jennifer López
- Johnny Cash
- Justin Bieber
- Kanye West
- The Killers
- Kurtis Blow
- Lionel Richie
- Logic
- Louane
- Mariah Carey
- Method Man
- Ne-Yo
- Nickelback
- Nick Jonas
- Redman
- Rihanna
- Shania Twain
- Sum 41